# Кромвель, Томас (судья)
Достопочтенный То́мас А́льберт Кро́мвель (англ. Thomas Albert Cromwell; род. 5 мая 1952, Кингстон) — младший судья Верховного суда Канады (2008—2016). На этот пост он назначен консервативным премьер-министром Стивеном Харпером.
Кромвель родился в Кингстоне (Онтарио), где и окончил Университет Куинс со степенью бакалавра музыки в 1973 и со степенью бакалавра права — в 1976.
Объявляя о назначении Кромвеля, Харпер заявил, что он не станет судьёй, пока не ответит на вопросы всепартийного комитета Палаты общин. Кромвель ответил на вопросы и был официально назначен судьёй; премьер-министр Харпер признался, что ожидание этой процедуры могло помешать ему эффективно исполнять свои конституционные обязанности, поэтому её следовало провести как можно раньше.